# ФК Вегалта Сендај
Вегалта Сендај (јап. ベガルタ仙台) јапански је фудбалски клуб из Сендаја.

## Име
- ФК Тохоку (јап. 東北電力サッカー部, 1988—1994)
- ФК Брамел Сендај (јап. ブランメル仙台, 1994—1998)
- ФК Вегалта Сендај (јап. ベガルタ仙台, 1999—)

## Успеси
Првенство
- Фудбалска прва лига Тохокуа: 1994.
- Џеј 2 лига: 2009.